# Salvatore Campochiaro
Salvatore Campochiaro (* 23. Januar 1893 in Catania; † 7. November 1983 ebenda) war ein italienischer Schauspieler.

## Leben
Campochiaro war ein vielbeschäftigter Darsteller auf sizilianischen Bühnen; zu Stummfilmzeiten debütierte er auch in einem Werk der „Milano Film“ im Kino, zu dem er aber erst 1942 zurückkehrte. Bis 1981 war er immer wieder in effektvollen und gut gespielten Nebenrollen zu sehen. Meist im Vor- oder Abspann nicht erwähnt, spielte er bis 1981 rund 90 bislang identifizierte Rollen.

## Filmografie (Auswahl)
- 1942: La bella addormentata
- 1963: Robin Hood in der Stadt des Todes (L’invincibile cavaliere mascherato)
- 1964: Due mafiosi nel Far West
- 1968: Sangue chiama sangue
- 1969: Zwei Trottel als Revolverhelden (Franco e Ciccio sul sentiero di guerra)
- 1971: Allegri becchini… arriva Trinità
- 1971: Le Juge
- 1981: Il turno